# Ångermanländska
Ångermanländska avser huvudsakligen de dialekter som talats och fortfarande talas i landskapet Ångermanland. I dagligt tal kan ångermanländska beteckna de regionala varieteter av rikssvenska som talas i landskapet, medan begreppet i akademiska sammanhang avser de traditionella folkmål som utvecklats parallellt med riksspråket under hundratals år.

## Utbredning
Ångermanländska talas i hela Ångermanland, med undantag för Nordmaling och Bjurholm, där övergångsmål mellan ångermanländska och sydvästerbottniska talas. Ångermanländska mål talas också i Lappland, i vad som förut kallades Åsele lappmark, borträknat delar av Fredrika. Lappmarksdialekterna visar både likheter med målen i nordvästra Ångermanland och de norr om Skuleskogen.
Även i jämtländska Alanäs socken talas ångermanländska i någon utsträckning.

## Morfologi
I de ångermanländska dialekterna finns tre grammatiska genus, maskulinum, femininum och neutrum. Fornspråkets kasussystem har i större delen av språkområdet förenklats – mål med levande dativbruk intill 1900-talets dialektutjämning fanns huvudsakligen i Arnäs och Nordingrå socknar. Kasuset vokativ är i levande bruk in i modern tid.

### Substantivens deklinationer
Inom det ångermanländska språkområdet möter vi system med viss variation. I tabellerna nedan redogörs de vanligaste mönstren.

#### Starka långstavingar
|          | Maskulinum     | Femininum | Neutrum |
| -------- | -------------- | --------- | ------- |
| Obf. sg. | häst           | bjerk     | bol     |
| Bf. sg.  | hästen         | bjerka    | bole    |
| Obf. pl. | häster / hästa | bjerker   | bol     |
| Bf. pl.  | hästa          | bjerken   | bola    |

#### Svaga långstavingar
|          | Maskulinum     | Femininum | Neutrum |
| -------- | -------------- | --------- | ------- |
| Obf. sg. | backe          | lampe     | stycke  |
| Bf. sg.  | backen         | lampa     | stycke  |
| Obf. pl. | backer / backa | lamper    | stycka  |
| Bf. pl.  | backa          | lampen    | stycka  |

#### Gamla kortstavingar
|          | Maskulinum | Femininum |
| -------- | ---------- | --------- |
| Obf. sg. | haga       | vecke     |
| Bf. sg.  | hagan      | vecken    |
| Obf. pl. | hagar      | vecker    |
| Bf. pl.  | hagan      | vecken    |

#### Andra mönster
Femininer med utljudande tryckstark vokal deklineras med -(e)n för att markera både bestämd form singular och plural, -er för obestämd form plural. Exempel i bf. är bro(e)n, ö(e)n och å(e)n. Den ursprungliga kvaliteten på n-ljudet är kakuminal eller supradental, dvs. "tjock", men i en del dialekter har kvaliteten övergått till dental. En konsekvens av detta blir att orden i bestämd form singular ofta är homofona med hur de uttalats med motsvarande maskulin böjning. Därför går det på sina håll att se en kedjereaktion där ord, t.ex. bro, övergått till maskulint genus.
Bestämdhet markeras inte alltid med ett bestämdhetssuffix. Vissa svaga maskuliner är i obestämd form måne, hjärne ’hjärna’, pinne men i bestämd form måån, hjäärn, piin. De dubbelskrivna vokalerna representerar här så kallad cirkumflexaccent, en tvåtoppig accent, även kallad dubbelbetoning, som agerar bestämdhetsmarkör.
Starka maskuliner med utljudande /nː/ som sand och hund kan i bestämd form vara /saːn/ och /huːn/. 
I vissa områden i Ångermanland har gamla kortstaviga maskuliner fått en ändelse i bestämd form plural utifrån analogi med långstaviga böjningsmönster. Dessa uppträder så att vad som enligt kortstavigt böjningsmönster skulle bli haran i stället blir harara med -a i bestämd form.
Vissa gamla kortstaviga femininer har alternativa pluralformer med förändrad vokal orsakad av i-omljud. Dessa är t.ex. stuger och fluger som också kan heta stygjer och flygjer Samma eller liknande företeelser finns också i Västerbotten.

## Språkhistoria

### Förhållande till öst- och västnordiska

#### Vokal i ord som bod, ko och bro
En gammal skillnad mellan östnordiska och västnordiska är att ord som bod, ko och bro skiljer genom att formerna i väst är bud, ku och bru medan de i öst är bod, ko och bro.
Det har uppmärksammats att flera ortnamn i Ångermanland innehåller ordet bod med u-vokal. Även avledningarna bodförning och bodföra har upptecknats med u-vokal i landskapet.
I Ångermanland och södra Västerbotten används /tjy:r/ som flertal av ko vilket skvallrar om att entalsformen tidigare haft u-vokal. I framförallt ortnamn kan även spår av u-vokal i ordet bro finnas.
Genom inflyttningar och ökat inflytande från Centralsverige räknar man med att u-formerna fick lägre status och ersattes med de östliga.

### Språkutveckling

#### Diftonger
De primära diftongerna är i ångermanländska mål sammandragna. Undantaget är anundsjömålet, vilket Karl-Hampus Dahlstedt menar ha bevarat fornspråkets diftonger såväl som utvecklat nya. Herman Geijer å andra sidan skriver 1924 att "de gamla diftongerna äro i Ångermanland öfverallt sammandragna" och fortsätter därefter att beskriva sekundära diftonger som uppstått i Resele.
Den allmänna monoftongeringsprocessen skedde enligt Lennart Moberg, med medhåll från Dahlstedt, under femton- och sextonhundratalet, då de allt sparsammare och till slut upphör att förekomma i skrift.

#### Ljudförändringar intill kvarstående eller bortfallen nasal
I ångermanländska har äldre /aː/ utvecklats till långt o [uː] före en i urnordiskan bortfallen nasal konsonant, som i verbet fo ’få’, appellativet bos ’bås’ och ortnamnet Os ’Ås’ (i Anundsjö såväl som Sidensjö socken). Ljudförändringen har också verkat där konsonanten kvarstår, t.ex. i spon ’spån’, lon ’lån’ och smo ’små’.
Sekundära nasala vokaler har uppstått i förbindelsen vokal följt av /ns/, där vokalen nasaleras, /n/ bortfaller och /s/ uttalas som ett sj-ljud.

#### Vokaler som färgats av /v/ och /w/
Labialiseringen från /v/ har i vissa fall färgat av sig på efterföljande vokal i ord som svyn ’svin’ och svy ’svedja’ Fornspråkets /aː/ kan även i ställning framför /v/ och /w/ få slutet labialiserat uttal som i substantivet koe ’kåda’ (< kváða), räkneordet tjvo ’två’ pronomenet vor ’vår’. Denna utveckling delas med Norr- och Västerbotten.

## Kännetecken
Ångermanländska har flera drag som är typiska för norrländska mål, till exempel förmjukningen av g, k och sk inne i ord framför främre vokal, i ord som myttje ’mycket’ och kvinnfoltje ’kvinnfolket’. Ett annat gemensamt kännetecken är s.k. vokalbalans, som också återfinns i östnorska och östsvenska dialekter. Detta språkdrag innebär att ändelsen är beroende av om ordet var lång- eller kortstavigt i fornspråket. Efter ursprungligen kort stavelse bevaras ändelsevokalen, t.ex. tala, och efter ursprungligen lång stamstavelse försvagas ändelsevokalen, t.ex. kaste ’kasta’. I trakter som gränsar till Jämtland och Västerbotten kan ändelsen bortfalla helt i långstaviga ord. Ytterligare ett exempel på gemensamma nordliga drag är att efterledet i sammansättning ofta blir tryckstark, t.ex. neverta'k ’nävertak’ och gammjä'nta ’gammjäntan’. Till skillnad från målen i Medelpad kan i bevaras i supinumformer av verb, .tex. i bruti ’brutit’ och frusi ’frusit’.
På ett sätt som påminner om sydliga mål kan i och y övergå till e respektive ö i ord som sell ’sill’ och sönna ’synden’. Ett annat särdrag är att a, ä och ö framför förbindelser med tjockt l kan övergå till å, t.ex. i ålle ’alla’, såhlt ’salt’ och jålp ’hjälp’. Vokalen a har ett uttal som kan skilja sig på flera sätt från standardspråket. I ord som i fornspråket var kortstaviga kan a inuti ordet utvecklas till ett ä-haltigt uttal om ändelsevokalen är a, eller till å om ändelsevokalen är u, eventuellt försvagat till e. Det heter exempelvis hägan ’hagen’ och täla ’tala’, respektive håken ’hakan’ och gåte ’gata’. Framför ng och nk kvarstår ett tidigare a, i ord som gang ’gång’, stang ’stång’ och tangke ’tanke’. Uttalet av gammalt kort o är i norr förskjutet mot ett a-haltigt uttal, i ord som lav ’lov’ och tahrp ’torp’. I övriga delar av landskapet skiftar uttalet, med ett öppet å-ljud i söder.
I större delen av landskapet uttalas kort n efter vokal med ett tjockt, tillbakadraget ljud i ord som artarn ’arton’ och nittarn som standardspråkets rn-ljud i ord som barn. I kombinationen ns kan föregående vokal nasaleras på samma sätt som i Medelpad, med bortfall av n-ljudet. Den äldre initialförbindelsen hv kan övergå till gv i ord som gvit (äldre hvit). I norr kan förbindelsen tv på samma sätt övergå till tjv i t.ex. tjvå ’två’.
När det gäller ordböjningen har dativformerna i stort sett försvunnit, med undantag för rester i vissa stående uttryck. I andra avseenden delar ångermanländskan drag från Västerbotten, t.ex. i fråga om bevarat n i bestämd form singularis av kortstaviga feminina substantiv som i standardspråket slutar på a i obestämd form, t.ex. stugen ’stugan’. Ändelsen r saknas i flera böjningsändelser, bland annat i både bestämd och obestämd form pluralis av gamla långstaviga maskulina substantiv, t.ex. hästa som kan betyda både 'hästar' och 'hästarna' (dock inte i sydöst). I kortstaviga maskuliner bevaras ändelsen r, och här kan det liksom i Medelpad uppstå en slags dubbeländelse, t.ex. i härarer el. härara ’harar’ och härara ’hararna’. Andra exempel är dägarn ’dagarna’, nålern ’nålarna’ och styttja (både 'styckena' och 'stycken’.